# Grunnevattnet
Grunnevattnet är en sjö i Lilla Edets kommun i Bohuslän och ingår i Göta älvs huvudavrinningsområde. Sjön har en area på 0,0508 kvadratkilometer och ligger 123,2 meter över havet.

## Delavrinningsområde
Grunnevattnet ingår i det delavrinningsområde (645840-127692) som SMHI kallar för Utloppet av Store-Väktor. Medelhöjden är 130 meter över havet och ytan är 23,58 kvadratkilometer. Det finns inga avrinningsområden uppströms utan avrinningsområdet är högsta punkten. Sollumsån som avvattnar avrinningsområdet har biflödesordning 2, vilket innebär att vattnet flödar genom totalt 2 vattendrag innan det når havet efter 70 kilometer. Avrinningsområdet består mestadels av skog (72 procent). Avrinningsområdet har 1,92 kvadratkilometer vattenytor vilket ger det en sjöprocent på 8,1 procent.